# 邢相生
邢相生，1915年—1978年5月19日，山西人，曾任北京市公安局局长。

## 生平
1937赴延安，1948年12月于保定任北京市公安局二处（侦讯处）副处长。1949年1月后历任北京市公安局外城一分局长、二处处长；1964年10月任中共北京市委常委；1965年3月任北京市公安局长，1966年6月5日被隔离审查，1968年8月17日被逮捕，1977年9月復任北京市公安局党委副书记；1978年5月19日因心脏病病逝。